# Ausonio ed esperio
Ausonio (simbolo chimico Ao) ed esperio (Es) erano i nomi assegnati agli elementi transuranici con numero atomico 93 e 94, ora noti come nettunio e plutonio.
Enrico Fermi e la sua équipe dell'istituto di Via Panisperna scelsero questi nomi per gli elementi che avevano generato attraverso il bombardamento di un campione di uranio con neutroni.

## Storia
Nel 1934, in seguito all'annuncio di Irène Joliot-Curie e Frédéric Joliot della scoperta di nuovi radioisotopi ottenuti bombardando nuclidi di elementi leggeri con raggi α, Fermi intuì che i neutroni avrebbero potuto essere proiettili ancor più efficienti, in quanto privi di carica non sarebbero stati respinti dal campo elettrico del nucleo bersagliato. Nell'arco di pochi mesi Fermi e il suo gruppo di lavoro irradiarono sistematicamente una sessantina di elementi, partendo dai più leggeri, scoprendo almeno quaranta radionuclidi.
Al termine della primavera giunsero ad irradiare gli elementi più pesanti, tra cui l'uranio, che essendo già naturalmente radioattivo rese difficoltosa l'identificazione dei radionucludi generati dal bombardamento. Avendo osservato emissione di radiazione β e avendo escluso che provenisse da nuclidi degli elementi di numero atomico compreso tra 86 e 92 avanzarono l'ipotesi di aver scoperto gli elementi di numero atomico 93 e 94 a cui diedero i nomi rispettivamente di "ausonio" ed "esperio" (rispettivamente da Ausonia e Esperia, antichi nomi dell'Italia).
Fino ad allora le reazioni di trasmutazione nucleare avevano dato luogo a prodotti che non si discostavano di più di uno o due unità di numero atomico dai nuclidi di partenza bombardati. L'ipotesi che si potessero generare attraverso bombardamento neutronico dell'uranio isotopi di elementi con numero atomico significativamente inferiore a 92, avanzata nel corso di quell'anno da Ida Noddack, fu accolta con estremo scetticismo e accantonata.
L'ipotesi della scoperta dell'ausonio e dell'esperio fu annunciata il 4 giugno 1934 dal senatore Orso Mario Corbino in un convegno ufficiale dell'Accademia dei Lincei, nei giorni seguenti la stampa fascista diede notevole risalto all'ipotetica scoperta, che attrasse l'attenzione dei mezzi di comunicazione mondiali e non solo quelli prettamente scientifici. Fermi fu infastidito dal prematuro annuncio e temette che la sua reputazione ne risultasse intaccata.

## Le scoperte sulla fissione
Negli anni seguenti le ricerche sul bombardamento neutronico dell'uranio furono portate avanti in diversi laboratori europei, oltre al gruppo di Fermi, i più attivi furono Irene Joliot-Curie e Paul Savitch a Parigi e soprattutto Otto Hahn, Lise Meitner e Fritz Strassmann al Kaiser Wilhelm Institute di Berlino. Questi al termine del 1938 riconobbero nei prodotti del bombardamento radionuclidi di bario, stronzio, kripton e rubidio. Successivi esperimenti, svolti in tutto il mondo, confermarono che il bombardamento neutronico degli atomi di uranio può dar luogo a fissione nucleare.
Nonostante molto probabilmente nell'esperimento originario di Fermi si fossero effettivamente prodotte tracce di nuclidi degli elementi 93 e 94, la quasi totalità della radioattività indotta era dovuta ai frammenti dei prodotti di fissione. Quegli elementi furono preparati e identificati in modo inequivocabile solo nel 1940 nel Lawrence Berkeley National Laboratory dell'Università della California, sfruttando un ciclotrone. Vennero chiamati nettunio e plutonio.